# Percnon guinotae
Percnon guinotae is een krabbensoort uit de familie van de Percnidae. De wetenschappelijke naam van de soort is voor het eerst geldig gepubliceerd in 1965 door Crosnier.